# Folda (Nordland)
El Folda es un fiordo situado en la provincia de Nordland (Noruega), en los municipios de Bodø, Steigen y Sørfold. Termina en el Vestfjorden, a aproximadamente 40 kilómetros al nordeste de Bodø. El fiordo de Folda tiene multitud de brazos que parten del fiordo principal. Hay dos ramales principales: el Nordfolda (en Steigen) y el Sørfolda (en Bodø y Sørfold). Cuenta con aproximadamente 60 kilómetros de longitud, incluyendo los distintos ramales.